# Lackenberg (Bayerischer Wald)
Der Lackenberg (tschechisch Plesná, auch Debrník) zählt mit seinen 1337 m ü. NHN zu den höheren Bergen des Grenzgebietes im Bayerischen Wald und Böhmerwald. Er liegt am Nordrand des Nationalparks Bayerischer Wald.
Über seinen flachen Gipfel verläuft zudem die Grenze zwischen Deutschland und Tschechien, an seiner Nordseite liegt der Laka (Lackensee), der kleinste und höchstgelegene der fünf Böhmerwald-Karseen. Am Südosthang entspringt am Kanapee der Marchbach.
Am höchsten Punkt des wenig bekannten Lackenberges öffnet sich eine moorige Wiese; einen Felsen, ein Gipfelkreuz oder eine Aussicht gibt es nicht. Deshalb wird er auch nur selten von Einheimischen bestiegen, die entweder über den weiten Weg von Zwieslerwaldhaus über den Ruckowitzschachten oder entlang der bis 1990 durch den Eisernen Vorhang gefährlichen Grenze aufsteigen.

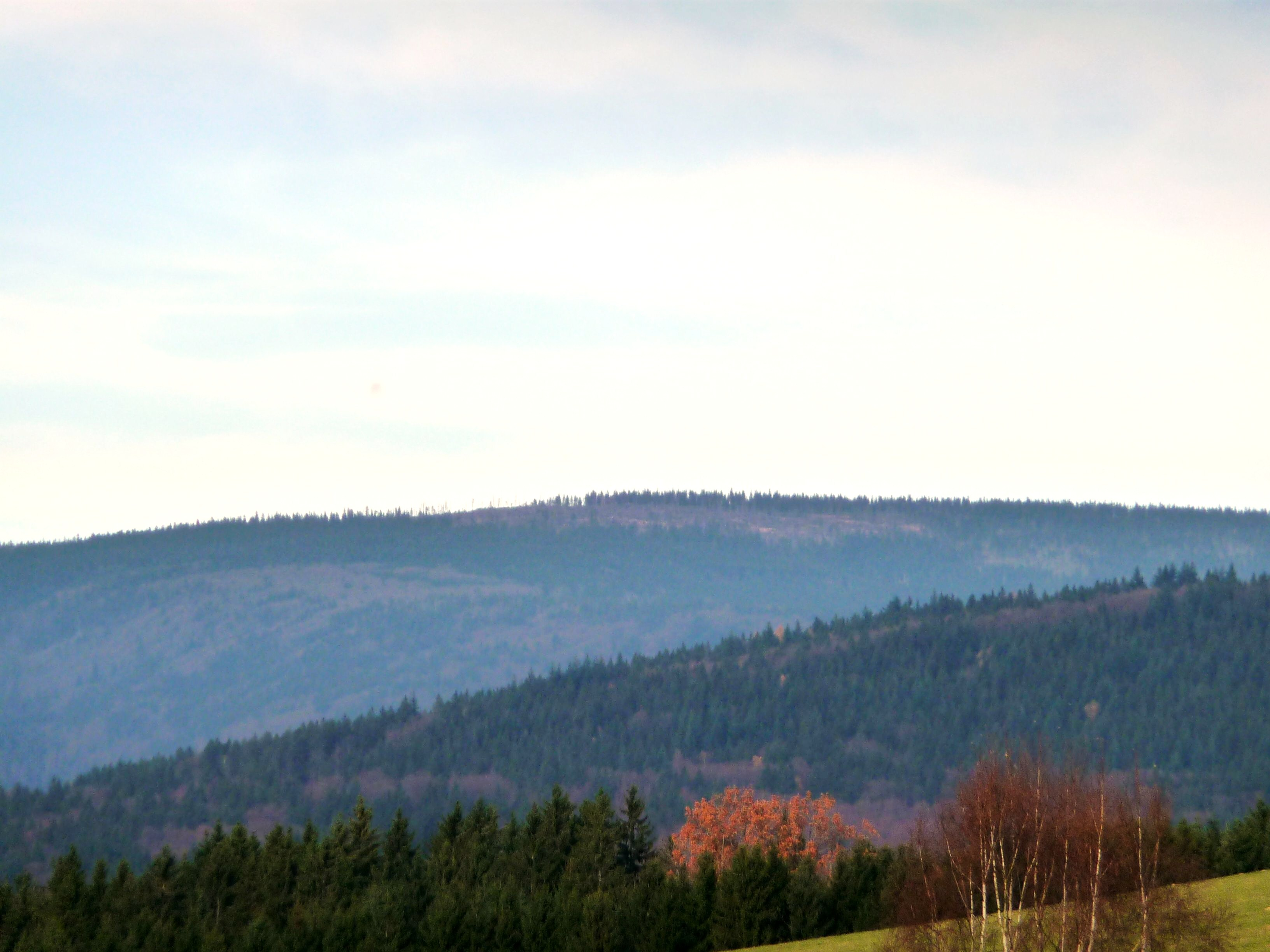
Der langgezogene Bergrücken von Oberfrauenau aus